# 清水克彦 (国文学者)
清水 克彦（しみず かつひこ、1926年2月16日 - ）は、日本の国文学者、京都女子大学名誉教授。妻は国文学者で関西大学名誉教授の清水好子。

## 来歴・人物
京都府出身。1948年京都帝国大学文学部国文科卒。京都女子大学講師、助教授、教授、91年定年退任、名誉教授、佛教大学教授。96年退職。『万葉集』を専門とする。

## 著書

### 単著
- 『万葉論序説』青木書店 1960 桜楓社 1987
- 『柿本人麻呂 作品研究』風間書房 1965
- 『万葉論集』桜楓社 1970
- 『万葉論集 第2』桜楓社 1980
- 『万葉雑記帳』桜楓社 1987
- 『山椒大夫読例』世界思想社 1991
- 『万葉論集 石見の人麻呂他』世界思想社 2005

### 校注
- 『新潮日本古典集成 萬葉集』全5巻 青木生子、伊藤博、井手至、橋本四郎共校注 新潮社 1976-84

## 論文
- Cinii

## 注
1. ↑  『現代日本人名録』2002年